# Auburn, Illinois
Auburn là một thành phố thuộc quận Sangamon, tiểu bang Illinois, Hoa Kỳ. Năm 2010, dân số của thành phố này là 4771 người.

## Dân số
Dân số qua các năm:
- Năm 2000: 4317 người.
- Năm 2010: 4771 người.